# Национальные институты здравоохранения США

Логотип Национальных институтов здоровья

Национальные институты здоровья  (англ. National Institutes of Health (NIH)) — учреждение Департамента здравоохранения Соединённых Штатов Америки. Является основным центром правительства США, ответственным за исследования проблем здравоохранения и биомедицины. NIH состоит из 27 институтов и исследовательских центров.

## История создания
Основан в 1887 году как Лаборатория гигиены. Реорганизован в 1930 году в Национальные институты здоровья (NIH).

## Финансирование
Финансируется правительством США. Годовой бюджет — 26,4 миллиардов долларов (2003 год), что составляет 28 % от суммарных годовых ассигнований на медицину (94,3 миллиарда долларов в 2003 году).

## Институты
| Название                                                                           | Аббревиатура | Направление исследований | Основан |
| ---------------------------------------------------------------------------------- | ------------ | --- | ------- |
| Национальный институт онкологии                                                    | NCI          | Исследования и подготовки кадров, направленных для ликвидацию страданий и смерти от рака. | 1937    |
| Национальный институт аллергии и инфекционных заболеваний                          | NIAID        | Исследования лечения инфекционных, иммунологические и аллергических заболеваний. Проект секвенирования геномов гриппа — усилия, направленные на расширение базы знаний геномов гриппа.                                                                   | 1948    |
| Национальный институт стоматологических и черепно-лицевых исследований             | NIDCR        | Обеспечивает руководство для национальных исследовательских программ, предназначенных для понимания, лечения и в конечном итоге предотвращения инфекционных и наследуемых черепно-лицевых и стоматологических заболеваний и расстройств.                 | 1948    |
| Национальный институт диабета, заболеваний системы пищеварения и почек             | NIDDK        | Проводит и поддерживает исследования и обеспечивает руководство для национальной программы лечения диабета, эндокринологических и метаболических заболеваний, заболеваний пищеварительной системы и почек, урологических и гематологических заболеваний. | 1948    |
| Национальный институт сердца, легких и крови                                       | NHLBI        | Обеспечивает руководство для национальной программы борьбы с заболеваниями сердца, кровеносных сосудов, легких и крови. | 1948    |
| Национальный институт психического здоровья                                        | NIMH         | Понимание, лечение и профилактика психических заболеваний через фундаментальные исследования мозга и поведение клинических научных исследований. | 1949    |
| Национальный институт неврологических расстройств и инсульта                       | NINDS        | Проводит исследования в области нейробиологии, добивается лучшего понимания, диагностики, лечения и профилактики неврологических расстройств. | 1950    |
| Национальная библиотека медицины США                                               | NLM          | Центральное хранилище медицинской информации в США. | 1956    |
| Национальный институт детского здоровья и развития человека                        | NICHD        | Исследования фертильности, беременности, роста и развития, охраны здоровья детей. | 1962    |
| Национальный институт общемедицинских наук                                         | NIGMS        | Поддерживает основные биомедицинские исследования, не предназначенные для конкретных заболеваний: исследование генов, белков, клеток. | 1962    |
| Национальный институт глаза                                                        | NEI          | Исследования профилактики и лечения глазных заболеваний и расстройств зрения. | 1968    |
| Национальный институт окружающей среды                                             | NIEHS        | Исследования, каким образом экологические воздействия, генетическая предрасположенность и возраст взаимодействуют и влияют на здоровье человека. | 1969    |
| Национальный институт по вопросам злоупотребления алкоголем и алкоголизма          | NIAAA        | Проводит исследования по профилактике злоупотребления алкоголем и лечения алкоголизма. | 1970    |
| Национальный институт по вопросам злоупотребления наркотиками                      | NIDA         | Проводит исследования по профилактике злоупотребления наркотиками и лечения наркомании. | 1973    |
| Национальный институт по проблемам старения                                        | NIA          | Проводит исследования о биомедицинских, социальных и поведенческих аспектах процесса старения, профилактики заболеваний, связанных с возрастом и инвалидностью.                                                                                          | 1974    |
| Национальный институт артрита и опорно-двигательного аппарата и кожных заболеваний | NIAMS        | Исследования лечения и профилактики артрита и заболеваний опорно-двигательного аппарата, кожных заболеваний. | 1986    |
| Национальный институт исследований по уходу                                        | NINR         | Клинические исследования по созданию научной основы для ухода за лицами, нуждающимися в посторонней помощи и уходе. | 1986    |
| Национальный институт слуха и расстройств коммуникации                             | NIDCD        | Исследования и подготовки научных кадров в области лечения заболеваний слуха, речи, обонятельных и осязательных ощущений. | 1988    |
| Национальный научно-исследовательский институт генома человека                     | NHGRI        | Поддерживает проект исследования генома человека. | 1989    |
| Национальный институт биоинженерии                                                 | NIBIB        | Занимается проблемами биомедицинских изобретений и биоинженерии. | 2000    |
| Национальный институт здоровья меньшинств и неравенства в области здравоохранения  | NIMHD        | Проводит и поддерживает научные исследования, подготовку кадров, исследовательской инфраструктуры для здравоохранительных программ меньшинств. | 2010    |

## Исследовательские центры
| Название                                                     | Аббревиатура | Направление исследований | Основан |
| ------------------------------------------------------------ | ------------ | --- | ------- |
| Центр по проведению научных обзоров                          | CSR          | Координационный центр NIH. | 1946    |
| Клинический центр Уоррена Гранта Магнусона                   | CC           | Клинические исследования и подготовка кадров для проведения клинических исследований. | 1953    |
| Национальный центр научно-исследовательских ресурсов         | NCRR         | Научно-исследовательские проекты в биомедицине, клинические исследования. | 1962    |
| Центр информационных технологий                              | CIT          | Разработка компьютерных систем и программного обеспечения для нужд медицины. | 1964    |
| Международный центр Джона Е. Фогарти                         | FIC          | Поощряет и поддерживает научные исследования и подготовку на международном уровне для сокращения неравенства в области глобального здравоохранения.                                                 | 1968    |
| Центр радиационной физики                                    | RPC          | Аудит и дозиметрия радиационных средств диагностики. | 1968    |
| Центр контроля качества                                      | QARC         | Клинические испытания фармакологических средств. | 1977    |
| Национальный центр биотехнологической информации             | NCBI         | Обработка и хранение данных молекулярной биологии. | 1988    |
| Национальный центр альтернативной медицины                   | NCCAM        | Изучение альтернативных медицинских практик в контексте строгого научной медицинской классификации, распространение достоверной информации.                                                         | 1992    |
| Научно-исследовательский центр вакцины Дейла и Бетти Бамперс | VRC          | Проведение исследований вакцин. Основное внимание уделяется разработке вакцин против СПИДа. | 1999    |
| Центр ресурсов биоинформатики                                | BRC          | Дает геномные, биохимические и микробиологические данные для широкого круга патогенов. Данные представлены в формате базы данных и доступны через веб-интерфейс вместе с инструментами для анализа. | 2004    |
| Национальные центры для биомедицинских вычислений            | NCBC         | Инфраструктура для биомедицинских вычислений в стране. | 2004    |
| Центр регенерации тканей и инжиниринга в Дейтоне             | TREND        | Регенерация тканей человека и нанотехнологии. | 2006    |
| Национальный центр наблюдения за новыми препаратами          | NCATS        | Поиск новых лекарственных средств. | 2011    |

## Директора
- Joseph J. Kinyoun[англ.], с августа 1887 года по 30 апреля 1899 года
- Мильтон Иосиф Розенау, с 1 мая 1899 года по 30 сентября 1909 года
- John Fleetezelle Anderson, с 1 октября 1909 года по 19 ноября 1915 года
- George W. McCoy, с 20 ноября 1915 года по 31 января 1937 года
- Lewis R. Thompson, с 1 февраля 1937 года по 31 января 1942 года
- Rolla Dyer[англ.], с 1 февраля 1942 года по 30 сентября 1950 года
- William H. Sebrell, Jr, с 1 октября 1950 года по 31 июля 1955 года
- James Augustine Shannon[англ.], с 1 августа 1955 года по 31 августа 1968 года
- Robert Q. Marston[англ.], 1 сентября 1968 года по 21 января 1973 года
- Robert Stone[англ.], с 29 мая 1973 года по 31 января 1975 года
- Donald S. Fredrickson[англ.], с 1 июля 1975 года по 30 июня 1981 года
- James B. Wyngaarden[англ.], с 29 апреля 1982 года по 31 июля 1989 года
- Bernadine Healy[англ.], с 9 апреля 1991 года по 30 июня 1993 года
- Харолд Вармус, с 23 ноября 1993 года по 31 декабря 1999 года
- Elias A. Zerhouni[англ.], с 2 мая 2002 года по 31 октября 2008 года
- Френсис Коллинз, с 17 августа 2009